# FTL Havnen
FTL Havnen (eller Århus Lystbådehavn) er en dansk  fiskeri-, træskibs- og lystbådehavn beliggende i det centrale Aarhus. FTL står for Fiskeri-, Træskibs og Lystbådehavnen. 
Havnen blev etableret og åbnet i 1909, og omfatter anno 2010 to fiskeforretninger, mindre virksomheder og restauranter samt en række klubber orienteret omkring vandsport.
Havnen er kommunal, men drives af en borgergruppe.

## Foreninger (2012)
Følgende foreninger er at finde på havnen:
- Aarhus Studenter Roklub
- Bådelauget Krogen
- Dykkerklubben Bunden
- Dykkerklubben Juggernaut
- Dykkerklubben Kvak
- Fiskerikajens Mooringslaug
- Roklubben ARA
- Sejlklubben Bugten
- Spejderskibet Klitta
- Træskibsforeningen i Århus
- Århus Kano & Kajak Klub
- Aarhus Nordhavn
- Århus Roklub
- Århus Sejlklub
- Århus Strandjagtforening
- Århus Beddingslaug
- Århus Motorbåds Klub

## Ekstern henvisning
- FTL Havnens hjemmeside Arkiveret 26. juli 2014 hos  Wayback Machine

56°9′49.28″N 10°13′6.16″Ø / 56.1636889°N 10.2183778°Ø